# Сан Пабло
Сан Пабло (или Свети Павел, от испански: San Pablo) е град в окръг Контра Коста, в района на залива на Сан Франциско, щата Калифорния, САЩ. Сан Пабло е с население от 31 156 души (по приблизителна оценка от 2017 г.).